# Tema (Ghana)
Tema es una ciudad situada en la Región Gran Acra, en Ghana. Es la capital del Distrito Metropolitano de Tema.
Es una ciudad costera ubicada a unos 25 km al este de la capital del país, Acra. El meridiano de Greenwich pasa por la localidad.
Hasta 1952, en que el Gobierno de Ghana decidió desarrollar un puerto de aguas profundas en la zona, Tema era un pequeño pueblo de pescadores. El puerto fue creciendo hasta convertirse en el más grande de Ghana. La única refinería de petróleo de Ghana se encuentra en el puerto de la ciudad.

## Etimología
El nombre proviene de la palabra Tor en idioma Ga (de la familia de las lenguas kwa), que se traduce como calabaza en castellano. Esta planta ha crecido siempre allí, razón por la cual se le conocía como Torman, ciudad-calabaza, ya que man significa localidad en lengua ashanti. Esto se vio alterado con los grupos étnicos europeos hasta llamarse Tema a día de hoy.[cita requerida]

## Ciudades hermanadas
- Greenwich, Londres, Reino Unido
- San Diego, California, Estados Unidos
- Norfolk, Virginia, Estados Unidos